# 四岸公所
四岸公所位于扬州市广陵区，南侧正门位于丁家湾118号，北抵左卫街（今广陵路），占地7亩，系湖南、湖北、江西、安徽四省盐商协调、核定盐务事宜的机构。四岸公所建筑建于清末，分为东中西三路。民国时期四岸公所内开设医院。1949年四岸公所为解放军占据，为部队医院。1953年改办丁家湾小学。目前保存有雄伟的水磨雕花门楼、楠木厅等。列为扬州市文物保护单位。